# Fazenda Rio Grande
Fazenda Rio Grande (amtlich Município de Fazenda Rio Grande, FRG) ist eine Stadt im brasilianischen Bundesstaat Paraná. Fazenda Rio Grande ist Teil der Metropolregion Curitiba. Die Einwohnerzahl wurde zum 1. Juli 2021 auf 103.750 Bewohner geschätzt, die Fazendenser genannt werden und auf einer Gemeindefläche von rund 116,7 km² leben.

## Namensherkunft
Der Name gehörte zur ersten Fazenda auf dem Gemeindegebiet am Oberlauf des Rio Iguaçu, was indigen „großes Wasser“ bedeutet.

## Geographie
Angrenzende Gemeinden sind Mandirituba, Araucária, São José dos Pinhais und Curitiba. Sie ist 35 km von der Hauptstadt Curitiba entfernt. Sie liegt auf dem Primeiro Planalto Paranaense auf einer Höhe von 910 Metern.
Das Biom ist Mata Atlântica.
Das Klima ist subtropisch, Cfb.

## Geschichte
Sie erhielt am 26. Januar 1990 die Stadtrechte.

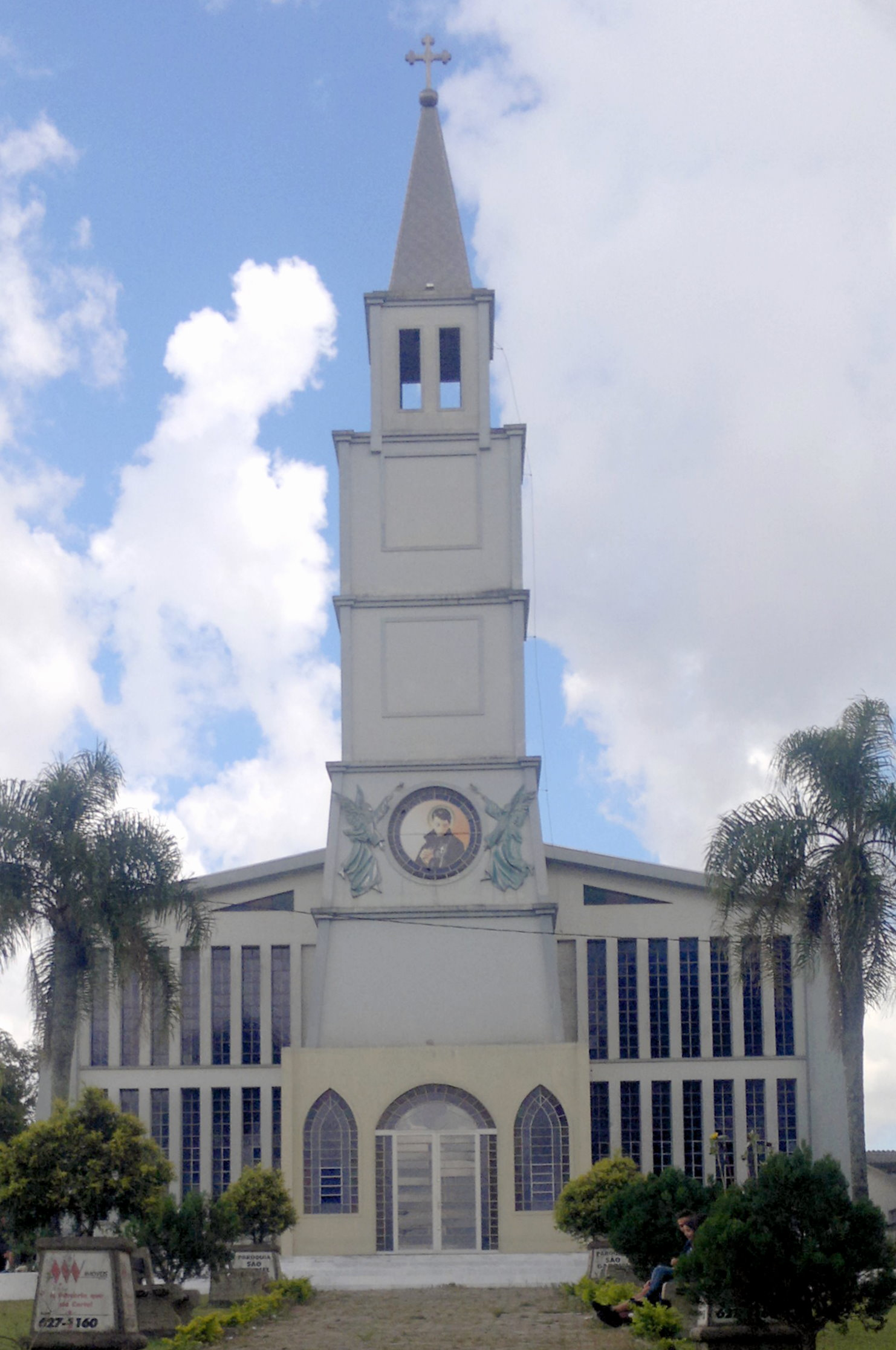
Hauptkirche Igreja Matriz São Gabriel da Virgem Dolorosa

## Kommunalpolitik
Bei der Kommunalwahl 2020 wurde  Nassib Kassem Hammad des Partido Social Liberal (PSL) für die Amtszeit von 2021 bis 2024 zum Stadtpräfekten (Bürgermeister) gewählt.
Die Legislative liegt bei einem Stadtrat, der Câmara Municipal, aus 19 gewählten Vertretern, den vereadores.

## Demografie

### Ethnische Zusammensetzung
Ethnische Gruppen nach der statistischen Einteilung des IBGE (Stand 2000 mit 62.877 Einwohnern, Stand 2010 mit 81.675 Einwohnern):
| Gruppe      | Anteil 2000      | Anteil 2010          | Anmerkung                        |
| ----------- | ---------------- | -------------------- | -------------------------------- |
| Brancos     | 50.067 (79,63 %) | ▲ 54.248 (66,42 %) ▼ | Weiße, Nachfahren von Europäern  |
| Pardos      | 9.715 (15,45 %)  | ▲ 23.875 (29,23 %) ▲ | Mischrassige, Mulatten, Mestizen |
| Pretos      | 2.253 (3,58 %)   | ▲ 2.913 (3,57 %) ▼   | Schwarze                         |
| Amarelos    | 72 (0,11 %)      | ▲ 589 (0,72 %) ▲     | Asiaten                          |
| Indígenas   | 171 (0,27 %)     | ▼ 50 (0,06 %) ▼      | indigene Bevölkerung             |
| ohne Angabe | 599              | –                    |                                  |

## Wirtschaft
In Fazenda Rio Grande unterhält die japanische Firma Kayaba Kōgyō, weltweit größter Hersteller von Stoßdämpfern, ein Zweigwerk.